# Pedro Requena
Pour les articles homonymes, voir Requena.
Pedro Jesús Requena Secada, né le 15 octobre 1960 à Callao au Pérou, est un footballeur international péruvien qui évoluait au poste de défenseur, avant de devenir entraîneur.
Son fils, Pedro Requena Cisneros, est lui aussi défenseur et joue pour l'UTC de Cajamarca dans le championnat du Pérou.

## Biographie

### Carrière de joueur

#### Carrière en club
Formé au Sport Boys de Callao, il est champion du Pérou en 1984 et y reste jusqu'en 1985. Avec 281 matchs joués, c'est le joueur le plus capé du Sport Boys.
En 1986 il s'engage avec l'Universitario de Deportes de Lima où il portera le brassard de capitaine. Il obtient deux championnats (1987, 1990) sous ses nouvelles couleurs.
Requena part en 1992 pour le FBC Melgar et y évolue durant une bonne partie de la décennie 1990, avec une brève parenthèse au Sport Boys, son club d'origine. Il prend sa retraite sportive en 1997.
Connu au Pérou pour son fair-play (une seule expulsion au cours de sa carrière, fait rare s'agissant d'un défenseur), il a marqué 38 buts durant sa carrière de joueur en club.

#### Carrière en sélection
Avec l'équipe du Pérou, il joue 51 matchs entre 1983 et 1992, et inscrit son seul but international sur pénalty, le 15 mai 1989, en match amical contre le Paraguay (1-1). 
Il figure dans le groupe des sélectionnés lors des Copa América de 1983, de 1987 et de 1989. Il atteint les demi-finales de cette compétition en 1983.
Il joue enfin sept matchs comptant pour les tours préliminaires de la coupe du monde, lors des éditions 1986 et 1990.

### Carrière d'entraîneur
Requena a entraîné divers clubs semi-amateurs de la ville d'Arequipa où il réside. Il y a d'ailleurs crée une académie de football: Deport Center. 
En mars 2015 il est devenu l'adjoint de Fredy García Loayza à l'Ayacucho FC, l'espace de quelques mois, jusqu'à la démission de ce dernier, survenue en juillet de la même année. Après le départ de García, il fut amené à diriger un match de championnat par intérim, contre le FBC Melgar, le 19 juillet 2015 (défaite 1-0).
En 2016, il prend en charge l'Atlético Universidad toujours à Arequipa.

## Palmarès(joueur)
| Sport Boys - Championnat du Pérou (1) : - Champion : 1984. |  | Universitario de Deportes - Championnat du Pérou (2) : - Champion : 1987 et 1990. |